# Destino (telenovela de 2013)
Destino es una telenovela mexicana producida por María del Carmen Marcos, escrita por Paz Aguirre y Gabriel Santos para TV Azteca en 2013. Es una adaptación de la telenovela Señora.
Se encuentra protagonizada por Paola Núñez y Mauricio Islas junto a Margarita Gralia, Álvaro Guerrero, Juan Vidal, María Fernanda Quiroz y María José Magán en los roles antagónicos

## Sinopsis
Cuenta la historia de dos mujeres que se volvieron rivales por el amor, sin imaginar que el lazo de sangre que las une cambiaría irremediablemente su destino. Valeria (Paola Núñez) es una mujer de gran corazón y se ha dedicado a cuidar a Socorro (María Luisa Garza), su madre enferma. Valeria tiene varios trabajos a fin de poder pagar las medicinas que su madre necesita y es así como llega a cuidar a Camila (María José Arce), una niña víctima de un matrimonio en crisis. Para su infortunio, la noche que Valeria llega a cuidar a Camila, unos ladrones entran a robar en la casa. Valeria expone su vida por la niña ante el asombro y la admiración de Sebastián, el padre de la niña. Sin embargo, Andrea (Ana La Salvia), su exesposa, sufre de celos enfermizos y culpa a Valeria del robo. 
Sebastián (Mauricio Islas) la ayuda a salir de la cárcel convencido no solo de su inocencia, sino de un sentimiento profundo que ha nacido entre ambos. Sin embargo para Valeria la prioridad es su madre quién en su lecho de muerte le hace una confesión a Valeria; ella no es su madre, su verdadera madre se llama "Dulce María Ríos". 
Valeria, destrozada por la muerte de su madre y su revelación, emprende la búsqueda para encontrar a su verdadera madre, mientras tanto, Sebastián es contratado por Grecia Del Sol (Margarita Gralia), una exitosa empresaria que queda impresionada cuando lo conoce. Grecia se siente atraída por Sebastián, aunque ella no cree en el amor, pues está casada por conveniencia. Su aventura con Germán (Juan Vidal), su asistente, es conocida por todos. Germán, ante la amenaza de que Sebastián le arrebate el poder y el amor que había entre ellos, decide planear su muerte. Sin embargo, las cosas salen mal y la esposa de Sebastián es la que muere. Sebastián se convierte en el principal sospechoso de la muerte de Andrea. Sus suegros le desprecian y deciden quitarle a Camila, su hija. Valeria da testimonio legal y liberan a Sebastián, que enamorado y agradecido, jura limpiar su nombre y recuperar a su hija. Grecia se ha obsesionado con Sebastián y se da cuenta de que el único obstáculo entre ellos es Valeria. Grecia busca destruirla para apartarla de Sebastián. La rivalidad entre Grecia y Valeria es violenta, pero ante cada acusación y mentira de Grecia, Valeria sale adelante con la fuerza de la verdad y del amor. Hasta el día en que Valeria descubre el secreto que tanto se había ocultado: el verdadero nombre de Grecia Del Sol es Dulce María Ríos, su verdadera madre.

## Elenco
- Paola Núñez - Valeria González / Valeria Cabrales Ríos / Valeria Ríos
- Mauricio Islas - Sebastián Montesinos
- Margarita Gralia - Grecia Del Sol de Vargas / Dulce María Ríos
- Javier Gómez - Rolando Vargas Montero
- Álvaro Guerrero - Venustiano Cabrales
- Juan Vidal - Germán Aguirre De Alba
- Jorge Luis Vázquez - Héctor Nava
- María Fernanda Quiroz - Jennifer Fernández "La Jennifer"
- Eugenio Montessoro - Víctor Urdaneta
- Ana Karina Guevara - Soledad Domínguez
- Homero Wimmer - Padre Juan José "Juanjo" Reyes Castillo
- Lucía Leyba - Cristina Vargas Del Sol / Dulce María Ríos (Joven)
- Pilar Fernández - Jazmín
- Paulette Hernández - Pamela Urdaneta Ramos
- Araceli Aguilar - Elizabeth Ramos de Urdaneta
- Socorro Miranda - Ángela Ruíz de Cosío
- Erick Chapa - Iñaki Herrera
- Mauricio Bonet - Antonio Cantú
- Adrián Rubio - Enrique Valencia Carmona
- Hugo Catalán - Juan Beltrán "El Morro"
- Matías Aranda - Diego
- Tara Parra - Sofía
- María José Arce - Camila Montesinos Urdaneta
- Tamara Fascovich - Guadalupe "Lupita"
- Arancha - Patricia Cavazos
- María José Magán - Elena Vargas Del Sol / Elena Vargas Domínguez
- Ana La Salvia - Andrea Urdaneta Ramos de Montesinos
- María Luisa Garza - Socorro González
- Alessandra Pozzo - Nuria
- Carilo Navarro - Rosa
- Carlos Armenta - Daniel
- David Trillo - Dr. Ordóñez
- Emmanuel Morales - Hernán Dorantes "El Pelón"
- Humberto Yáñez - Santiago González
- Jorge Monter - Erasmo
- Jorge Reyes - Jiménez
- Luis Morales - Anselmo "Chemo" Godínez Pérez
- Luisa Dander - Marcela
- Mario Díaz Mercado - Dr. Lara
- Pilar Flores - Rita
- Tamara Guzmán - Herminia Razo
- Verónica Contreras - Mónica
- Víctor García - Óscar Leal